# Habenaria vollesenii
Habenaria vollesenii är en orkidéart som beskrevs av Sarah Thomas och Phillip James Cribb. Habenaria vollesenii ingår i släktet Habenaria och familjen orkidéer. Inga underarter finns listade i Catalogue of Life.